# Grundschwimmer
Der Grundschwimmer (Laccophilus minutus) ist ein Käfer aus der Familie der Schwimmkäfer (Dytiscidae). Er ist in Mitteleuropa einer der häufigsten Schwimmkäfer. Laccophilus (gr.) bedeutet "einer, der gern im Teich (in der Zisterne) lebt".

## Merkmale
Die Käfer sind recht klein, sie werden nur 4,2 bis 4,8 Millimeter lang. Ihr Körper ist oval und hoch aufgewölbt. Sie sind grünlich-braun gefärbt, mit verwaschenen Stricheln und Flecken. Auf den Deckflügeln finden sich feine, schwarze, in Reihen angeordnete Punkte. Die Seiten der Deckflügel sind etwas heller gefärbt. Das Schildchen (Scutellum) ist verdeckt. Der Halsschild ist einfarbig dunkelgelb und ist an der Basis mittig dreieckig vorgezogen. Die Tarsen der vorderen und mittleren Beinpaare sind viergliedrig. Die Hüfte (Coxa) der Hinterbeine besitzen keinen Stridulationsapparat. Die Tarsen der Hinterbeine sind breit.

## Vorkommen
Grundschwimmer kommen von Europa und Nordafrika östlich bis nach Westasien und Turkestan vor und sind in fast jedem Wasserloch und auch in fließenden Gewässern zu finden. Sie sind überall sehr häufig.

## Lebensweise
Die Tiere halten sich bevorzugt auf Holz oder an der Wasseroberfläche auf, sie ernähren sich von kleinen Wasserinsekten und legen ihre Eier meist zwischen an der Wasseroberfläche treibenden Blättern oder am Uferrand zwischen Moos ab. Grundschwimmer können sehr gut fliegen und direkt aus dem Wasser heraus starten.